# Robert Palmer (wokalista)
Robert Allen Palmer (ur. 19 stycznia 1949 w Batley, zm. 26 września 2003 w Paryżu) – brytyjski piosenkarz softrockowy, najczęściej wiązany ze stylem biały soul.

## Kariera
Na początku kariery muzycznej śpiewał mieszankę rytm and bluesa i reggae. Popularność przyniosły mu zorientowane na pop piosenki, a w szczególności teledyski je promujące. Obdarzony urodą i elegancją, występował w nich w nienagannie skrojonych garniturach w otoczeniu zespołu instrumentalnego i chórku złożonego z jednakowo ucharakteryzowanych, długonogich dziewczyn. Jego nowy wizerunek stał się równie atrakcyjny dla dojrzałej męskiej i żeńskiej publiczności, do której ta muzyka była adresowana. Z tamtych czasów pochodzi jeden z największych przebojów artysty, „Addicted to Love”.
Zmarł na atak serca. Został pochowany na cmentarzu w szwajcarskim Lugano.

## Dyskografia

### Albumy studyjne
- 1974: Sneakin’ Sally Through the Alley
- 1976: Pressure Drop
- 1976: Some People Can Do What They Like
- 1978: Double Fun
- 1979: Secrets
- 1980: Clues
- 1983: Pride
- 1985: Riptide
- 1988: Heavy Nova
- 1990: Don’t Explain
- 1992: Ridin’ High
- 1994: Honey
- 1999: Rhythm & Blues
- 2003: Drive

### Albumy koncertowe
- 1982: Maybe It’s Live
- 2001: Live at the Apollo
- 2010: At the BBC